# Majska revolucija
Majska revolucija (špansko Revolución de Mayo) je bila teden dni dolgo zaporedje dogodkov, ki je potekalo od 18. do 25. maja 1810 v Buenos Airesu, prestolnici Podkraljevine Río de la Plata. Ta španska kolonija je v grobem vključevala ozemlja današnjih Argentine, Bolivije, Paragvaja, Urugvaja in delov Brazilije. Rezultat je bila odstranitev podkralja Baltasarja Hidalga de Cisnerosa in 25. maja ustanovitev lokalne vlade, imenovane prva hunta (špansko Primera Junta). 
Majska revolucija je bila neposredna reakcija na Napoleonov napad na Španijo. Leta 1808 je kralj Ferdinand VII. Španski odstopil  v korist Napoleona, ki je prestol podelil bratu Josephu Bonaparteju. Vrhovna centralna hunta je vodila odpor proti Josephovi vladi in francoski okupaciji Španije, končno pa je utrpela vrsto porazov, ki so pripeljali do španske izgube severne polovice države. 1. februarja 1810 so francoske čete zavzele Seviljo in prevzele nadzor nad večino Andaluzije. Vrhovna hunta se je umaknila v Cádiz, ustanovila Regentski svet Španije in Indij, da bi vladal, in se razpustila. Novice o teh dogodkih so prispele v Buenos Aires 18. maja z britanskimi ladjami.
Podkralj Cisneros je poskušal ohraniti politični status quo, vendar je skupina kriolskih pravnikov in vojaških uradnikov 22. maja organizirala odprti cabildo (posebno srečanje veljakov mesta), da bi odločil o prihodnosti podkraljevine. Regentstvo Španije je bilo uvod v španski cortes v Cádizu leta 1810 in špansko ustavo leta 1812. Vse te španske vlade so argentinsko hunto označile za uporniško in ji odrekle vsakršno legitimnost za upravljanje ozemelj podkraljevine. Na drugem koncu so delegati hunte zavrnili priznanje Regentskega sveta v Španiji in ustanovili hunto, da bi vladala namesto Cisnerosa, saj vlada, ki ga je imenovala za podkralja, ni več obstajala. Za ohranitev kontinuitete je bil Cisneros sprva imenovan za predsednika hunte. Vendar je to povzročilo ljudske nemire, zato je Cisneros pod pritiski 25. maja odstopil. Novoustanovljena vlada, prva hunta, je vključevala predstavnike iz Buenos Aires in povabila druga mesta podkraljevine, da pošljejo delegate, ki se jim bodo pridružili. Revolucionarna vojska je začela vojno, kar je pripeljalo do izbruha odcepitvene državljanske vojne med regijami, ki so sprejele izid dogodkov v Buenos Airesu, in tistimi, ki so ostale zveste Španiji.
Z majsko revolucijo se je začela argentinska vojna za neodvisnost, čeprav takrat ni bila objavljena nobena razglasitev neodvisnosti in je prva hunta še naprej vladala v imenu kralja Ferdinanda VII. kot kralja, podrejenega ljudski suverenosti. Ker so se podobni dogodki zgodili v številnih drugih mestih celine, majska revolucija velja tudi za enega od zgodnjih dogodkov špansko-ameriških vojn za neodvisnost. V zgodovini Argentine je še posebej kontroverzno vprašanje tako imenovane Ferdinandove maske: Zgodovinarji danes razpravljajo, ali so bili revolucionarji res zvesti španski kroni ali pa je bila izjava o zvestobi kralju potrebna pretveza za dosego pravega cilja – neodvisnosti – ob prebivalstvu, ki takrat še ni bilo pripravljeno sprejeti take radikalne spremembe, vendar obstajajo močni dokazi o pristni zvestobi. Na kongresu v Tucumánu 9. julija 1816 je bila objavljena argentinska Deklaracija neodvisnosti.